# Henk Aviankoi
Henk Laventa Ignatius Aviankoi is een Surinaams politicus. In 2020 trad hij toe tot De Nationale Assemblée (DNA) als lid van de VHP. Sinds 1 augustus 2024 is hij directeur van het Marwina Streekziekenhuis.

## Biografie
Aviankoi was directeur bij de Surinaamse vestiging van het internationale kansspelbedrijf Intralot. Hij is lid van de Vooruitstrevende Hervormings Partij (VHP). Hij werd in 2016 gekozen in het hoofdbestuur van de partij. In 2019 maakte hij deel uit van het Districts-Coördinatie Team Marowijne. Daarnaast is hij secretaris voor de personeelsbond van Huize Ashiana.
Tijdens de verkiezingen van 2020 deed hij op plaats 6 van de lijst van Wanica mee. Hij werd niet direct gekozen, maar toen Chan Santokhi DNA verliet om aan te treden als president van Suriname, kwam zijn plaats vrij voor Aviankoi. Hij werd op 7 augustus 2020 beëdigd. Op 1 augustus 2024 trad hij aan als directeur van het Marwina Streekziekenhuis in Albina. Aanvankelijk kondigde hij aan DNA te verlaten om zich volledig te richten op zijn nieuwe functie, maar hij is niettemin beide functies naast elkaar blijven uitoefenen. Volgens hem, een half jaar later, zou het hard werken zijn maar had hij geen DNA-vergadering gemist.